# ديو براندو
ديو براندو (Dio Brando) و هو أحد شخصيات أنمي ومانغا مغامرات جوجو العجيبة ، و هو الشرير والخصم الرئيسي في كل من الجزئين، شبح الدم وتصادم غبار النجوم 

منذ ولادته وهو شخص سيئ، ولديه طموح للشر، وهو ماكر ومحتال، ديو شخص بلا ضمير سعى دائما للسيطرة على العالم 

ديو هو والد جورنو جوڤانا بطل الجزء الخامس Vento Aureo(الرياح الذهبية) ، و لديه العديد من الأولاد الغير الشرعيين، ديو يعتبر من أقوى أشرار وشخصيات الانمي وقد أحدث صدى كبير في الأنمي، وهو من أقوى الأشرار في الأنمي بصورة عامة وأكثرهم هيبة وكبرياء.

## مظهره

### مرحلة الطفولة
عندما كان ديو فتى في سن 12 من عمره، وعندما ظهر أول مرة كان ديو يرتدي ملابس رسمية في بريطانيا في ذلك الوقت، حيث كان يرتدي معطف ازرق اللون مع قميص ازرق، ربطة عنق وحمالات، ويرتدي جوارب مخططة، وكان لديه شعر أشقر كثيف ووجه وسيم، ولديه ثلاث نقاط في أذنه والتي تبدو مثل الوحمة.

### مرحلة البلوغ
و بغض النظر عن استبدال معطفه بسترة، فديو لم يتغير كثيرا غير انه أصبح أطول قامة بفارق كبير وأيضا أصبح ضخم الجسد وقوي البنية ولديه عضلات، وعندما ذهب جوناثان كي يجلب ترياق لوالده، كان ديو يرتدي قبعة رأس وعباءة على كتفيه.

### في الجزء الثالث

#### ظهوره كظل
في بداية ظهوره في الجزء الثالث لم يظهر ديو كاملا بالظهر على شكل ظل، وقد ظهر منه شعره الأشقر وكان عاري الصدر، وكان جسمه ذو عضلات كبيرة (قد كان في الواقع جسم جوناثان لكن ديو سرقه بعد موت الاخير) ، قد كان يرتدي بنطال، وكان جسمه ذو لون اسود ومظلل.

#### ظهوره الكامل
ظهر ديو بعدها في الجزء الثالث بشكل كامل، حيث كان يرتدي ملابس صفراء تماما، وأيضا شعره أشقر، وكان يرتدي بنطال أصفر اللون ويرتدي قميص أسود فوقه سترة لونها أصفر، وهو يرتدي حزام على شكل قلب أيضا لديه أظافر حادة، ويرتدي قلادة في رقبته، وعند مطاردته لمجموعة جوستار كان ديو يرتدي عباءة لكنه رماها اثناء قتاله ضد كاكيوين، وبعد أن امتص دماء جوزيف تغير شكل ديو قليلا حيث أصبح أكثر وحشية وأيضا أصبح شعره أقل وبدى مجنونا ومتوحشا.

## شخصيته
ديو شخص بلا ضمير وهو سيتخدم العنف دائما وقد أظهره مرات عديدة

و من خصائص ديو هي طموحاته وحبه في السيطرة على العالم، وقد تعرض لسوء معاملة من والده داريو وعاش بفقر شديد وعيشة صعبة، أراد ديو في البداية أن يصبح غني جدا ومن ثم الأقوى في العالم، وقد يستخدم أي وسيلة وأي طريقة لتحقيق طموحه، وقد تجاهل أي شيء عن الأخلاق التي تعرقل أهدافه وغايته، واستخدم العنف، وسعى ديو دائما ليصبح الأقوى والأقوى، ديو يمتلك سلطة كاملة وشخصية قائد ماكر ومخادع، وهذا ما جعل مستخدمي الستاند يعملون تحت امرته بسبب قوة شخصيته وكبريائه، وديو لا يتسامح مع أي شخص يقف ضده أو يحاول مساواته في سيطرته، أو من يظن نفسه قويا، فقد أراد أن يكون الأقوى في العالم

طوال حياته كان ديو يتظاهر دائما بأنه شخص طيب وبريئ من أجل كسب حب الاخرين وصداقتهم، من أجل أن لا يشكوا به، ولكنه كان يتظاهر فقط فهو شخص شرير دائما فقد قال بأنه ليس ملتزما بالشرف أو ماشابه وبالتالي أصبح قوي عقليا، ودائما يصرخ ديو بعبارة (مودا مودا مودا مودا مودا) و التي تعني لا فائدة 

و بطبيعة الحال ديو هو شخص أناني لدرجة كبيرة جدا، ويبحث فقط عن مصالحه الشخصية لا غير، وفي أحسن الأحوال يصادق الأخرين وعند أسوء الأحوال يدوس عليه كما لو أنهم مجرد عبيد لديه، أراكي (مؤلف جوجو) حاول أن يظهر بأن ديو شخص شرير جدا وغير معروف رجولته من أنوثته (رغم أن مظهره ليس قريبا من المخنثين) و قد أظهر أراكي ديو على أنه شخص غير قادر على حب الأخرين بإخلاص، الأشخاص الوحيدون الذين أحبهم ديو بصدق هم أمه، جوناثان جوستار وإنريكو بوتشي، أحب ديو والدته منذ صغره لكن والده الجبان كان سبب موتها، وقد اعترف ديو بقيمة جوناثان مع أنه كان خصمه، وأيضا كون صداقة حقيقة مع إنريكو بوتشي

لسبب غير معروف ترك ديو النساء اللواتي عاشرهن، وتركهن مع أطفاله

و بسبب طفولته السيئة اعتبر ديو نفسه شريرا، غير أن سبيدواغون قال له بأنه شرير منذ ولادته، وأيضا كان ديو شخص مخادع وماكر منذ طفولته وكان حقير ومستبد و قد كان دائما يتشاجر مع جوناثون وكان يكره جوناثون منذ صغره، ثم بعدها تظاهر بانه يحب جوناثون من اجل ان يأمن به جوناثون، وقد تخلى ديو عن إنسانيته تماما عندما ارتدى القناع الحجري ليتحول إلى مصاص دماء 

ديو عنيف بشكل كبير جدا حيث أنه أراد طعن جوناثان بالسكين بعد أن ضرب منه، وكاد يقتل إيرينا بعد صفعتها له، وقد كان هو سبب موت كلب جوناثان الأليف، وهو كان المسؤول عن موت والده بسبب تسميمه له، وأيضا قام بتسميم جورج جوستار والد جوناثان الرجل الذي عامله كإبنه تماما 

و في ظهوره في الجزء الثالث أي بعد 100 عام من دفنه، لم يتغير ديو كثيرا فمازال مصاب بجنون العظمة، ولكنه أصبح أنضج قليلا وأصبح أكثر هدوئا، وفي الجزء الثالث كان ديو يتحدث قليلا حيث كان فقط يكلم من يريد أن يجعله تابع له أيضا كان يتكلم مع العجوز الشريرة إنيا التي تعتبر كنائب له قبل موتها من جوتارو، وأيضا كان يريد من جميع أتباعه هزيمة مجموعة الجوستار حتى الموت 

| ”                   | اتقول انك اصبحت شريرا بسبب الفقر و الحياة السيئة التي عشتها؟ لا تضحكني انت شر مطلق منذ ولادتك | “ |
| —سبيدواغون يكلم ديو |                                                                                               |   |

و قد كان ديو هذه المرة أكثر هدوئا ولم يرد على الشتائم والاهانات من بولنارف، وقد أعطى بولنارف فرصة أخيرة للذهاب وقتل بقية مجموعة الجوستار لكن بولنارف رفض بشدة، ومع ذلك لايزال ديو قاسي جدا فقد كان سبب موت مستشارته إنيا من قبل دان الفولاذي، وأيضا كان السبب بجنون المقامر داربي لأن داربي خاف من أن يذكر قوة ديو لجوتارو وعندما قتل كاكييون بوحشية. 

و ديو شخص معتز بقوته رغم أنه ذهل عندما تحرك جوتارو عندما أوقف ديو الزمن لكنه وضع خطة أخرى لقتل جوتارو.
| ”                 | الجميع يعيش في سبيل تحقيق راحة البال , تعرف ذلك؟ , و انت الان مستعد لقتالي و تعرف انك ستموت؟ , اذا انظممت لي ساعطيك راحة البال الابدية | “ |
| —ديو يكلم بولنارف | |   |

## علاقاته

### عائلته
ديو لم يمتلك علاقة جيدة مع عائلته قط، وكان ديو يحب والدته كثيرا، وقد كره والده لأنه سبب موتها بسبب إهماله، وقد كان سبب موت أبيه، وقبل أن يذهب لقصر جوستار بصق على قبر والده.
ابنه
فقد انجب طفلاً غير شرعي اسمه جيورنو جيوفانا من امرأة ايطالية مجهولة وقد كان الشخصية الرئيسة للجزء الخامس من السلسلة مغامرات جوجو العجيبة : الرياح الذهبية

### أصدقائه

#### إنريكو بوتشي
كان إنريكو بوتشي هو أول شخص يكون ديو معه صداقة .

#### ڤانيلا آيس
فانيلا آيس كان أحد أقوى أتباع ديو وأكثرهم إخلاصا وكان يتبعه دائما ومستعد لقتل جميع أعدائه، رغم ذلك ديو كان ينزعج من ڤانيلا لأنه يكسر الجدار والذي يسبب دخول ضوء بسبب تجوال فانيلا عن طريق كسر الجدار، أيضا ديو لم يحزن ولو قليلا على موت ڤانيلا من قبل بولنارف.

#### وانغ تشان
و هو رجل صيني أعطى ديو السم الشرقي لقتل جورج جوستار، وأيضا بعد تحول ديو لمصاص دماء قام بتحويل وانغ إلى مصاص دماء أيضا وكان وانغ خادم لديو دائما.

### أعدائه

#### جوناثان جوستار
قد كان جوناثان هو أخو ديو بالتبني بعد أن قام جورج جوستار بتبني ديو، وقد كان ديو يضايق جوناثان كثيرا و لكن بعد أن تعرض للضرب منه اعتبره أكثر تهديدا حيث أراد ديو السيطرة على مال عائلة الجوستار، و بعدها قام علاقة صداقة معه، لكنه خدعه و قام بتسميم جورج والد جوناثان، و قد أراد قتل جوناثان بواسطة قوة القناع الحجري لكنه هزم من جوناثان و بعد ذلك أظهر احترام شديد لجوناثان، لكنه هزم أيضا ضد جوناثان في المعركة الأخيرة بينهما، و قد صدم بموت جوناثان.

#### ويليام انتونيو زيبيلي
بما أن ديو ارتدى القناع الحجري فقد أراد زيبيلي التخلص منه، رغم أن ديو اعتبره مجرد عدو عادي جدا و لم يهتم له.

#### روبرت سبيدواغون
سبيدواغون هو أحد أعداء ديو لأن سبيدواغون أصبح صديق جوناثان.

#### سترايزو و داير
مثل زيبيلي سترايزو و داير هم أعداء ديو و قد هزم ديو داير بسهولة شديدة و قتله.

#### جوزيف جوستار
جوزيف حفيد جوناثان يكره ديو بشدة بعد أن علم بأنه سرق جسد جده جوناثان و قد تقاتل الاثنان في القاهرة في مصر، و تمكن ديو من هزيمته بسهولة.

#### نورياكي كاكيوين
عندما سافر كاكيوين مع عائلته إلى مصر من أجل السياحة، التقى بديو و قام ديو بوضعه تحت سيطرته بواسطة برعم لحم في جلده، و قد أصبح نورياكي تابع له و أراد قتل جوتارو، لكن بعد أن أزال جوتارو البرعم أصبح كاكيوين من مجموعة الجوستار و ذهب معهم إلى مصر، و قد تقاتل مع ديو و قتله ديو.

#### جان بيير بولنارف
بولنارف مثل كاكيوين كان تحت سيطرة ديو بسبب برعم اللحم، و بعد أن أزال جوتارو البرعم، أراد بولنارف اللحاق بديو لأن أحد أتباعه المسمى ب(جي غايل) قد اغتصب شقيقة بولنارف قبل انضمامه إلى ديو، و بعد قتله لجي غايل فضل بولنارف البقاء مع المجموعة، و بعد موت صديقيه المفضلين عبدول و الكلب إيغي، قرر قتل ديو والانتقام لهما مهما كلف الثمن.

#### محمد عبدول
على عكس كاكيوين و بولنارف، فقد التقى الرجل المصري محمد عبدول ديو في القاهرة في خان الخليلي، و قد هرب من ديو لأنه سمع عنه من جوزيف و رفض أن يكون تحت سيطرته، و بعدها أصبح من مجموعة الجوستار.

#### كوجو جوتارو
يعتبر كوجو جوتارو أقوى خصوم ديو و أكثرهم تهديد، حيث أن ديو أراد التأكد من موته بشدة، و قد كان ديو يحترمه مثل جوناثان و يخشاه، أيضا كان جوتارو منافس لديو، و أيضا كان جوتارو يخفي مشاعره تجاه ديو حيث أن ديو سبب حالة هولي (والدة جوتارو) السيئة و قد أراد قتل ديو، و بعد أن قام ديو بامتصاص دماء جوزيف جد جوتارو أصبح جوتارو يكرهه بشدة أكثر، و بعد أن تقاتل الاثنان قتال قوي جدا و طويل في القاهرة تمكن أخيرا جوتارو من قتل ديو.

## قوته و قدراته

### ذكائه
ديو ذكي لدرجة كبيرة وماكر و مخادع و دائما يضع خطط معقدة.

### الكاريزما
يعتبر ديو من أكثر شخصيات الأنمي كاريزما، حيث أن اعداءه خافو بشدة من هيبة ديو و جاذبيته، و أيضا أغرى ديو العديد من النساء في حياته، لدى ديو قدرة تسمى " هارودز لوڤ " التي تؤثر على الخصوم وتسيطر عليهم، وتسمى التنويم المغناطيسي لدى بعض اعداء ديو.

### معرفته
منذ صغره يحب ديو القراءة و قد كان دائما يحمل كتاب معه، و أيضا يحب لعب الشطرنج.

### قوته كمصاص دماء
كان ديو قوي جدا كمصاص دماء حيث كان يمتلك قوة فوق الطبيعة و تمكن من المشي على الحائط بواسطة كسره، و أيضا بعدأان امتص دماء جوزيف أصبح أكثر قوة بشدة

و يمتلك ديو سرعة شديدة جدا بعد تحوله لمصاص دماء ، وأيضا يمتلك ديو حواس قوية جدا حيث كان قادرا على سماع نبضات قلب جوتارو عن بعد أمتار 

و ديو قادر على تجديد أعضاء جسده بسرعة شديدة لكن يجب أن يمتص دماء أحدهم أولا كي يتجدد جسده ، و مثل بقية مصاصي دماء جوجو فديو يمتص الدماء من مخالبه و يشرب القليل منه لتتجدد أعضائه

و ديو قادر على إطلاق شعاع من عينيه يسمى الفضاء الخارق ، و هو شعاع قوي جدا من عينيه تمكن بواسطته من قتل جوناثان ، و أيضا ديو قادر على تجميد أعدائه و تجميد دمائهم كما فعل مع زيبيلي و داير ، و هو قادر على زرع برعم حيوي في الناس و يجعلهم تحت امرته كما فعل مع بولنارف و كاكيوين ، و أيضا كما فعل مع والد أوكوياسو (شخصية من الجزء الرابع) غير أن والد أوكوياسو تحول إلى حيوان أخضر اللون بعد موت ديو لأن البرعم بقي به ، و أيضا ديو قادر على التنويم المغناطيسي حيث أنه يجبر خصمه على أن يصبح تحت امرته و قد استخدمها مرتان فقط ضد بوكو و جاك السفاح ، و ديو قادر على شفاء الناس كما فعل مع بوتشي رغم ان هذه القوة لاتزال مجهولة

رغم ذلك كونه مصاص دماء فهو غير قادر على الظهور تحت أشعة الشمس فهي تؤدي إلى موته فورا ، و أيضا الموجات (الهامون) تعتبر مؤثرة عليه كثيرا و قد تقتله لأنها مثل أشعة الشمس.

### الستاند
يمتلك ديو ستاند قوي جدا لدرجة كبيرة يسمى (زا وارودو) و هو ستاند قوي جدا و يمتلك سرعة فائقة و قوة جبارة و هو أقوى ستاند مع النجم البلاتيني الخاص بجوتارو رغم أن النجم البلاتيني هزمه 

و في تدربه على الستاند اكتشف ديو أنه قادر على توقيف الزمن ، في البداية كان قادرا على إيقاف الزمن لمدة قصيرة جدا ، و قد تمكن بعدها من إيقاف الزمن لمدة تسع ثواني و هذه القدرة تزداد مع الزمن إلى موت ديو ، و يشتهر ديو بعبارته لإيقاف الزمن حيث يقول (العالم : توقف الزمن)

بما أن ديو في جسد جوناثان و مع وجود اتصال بينه و بين حفيد جوناثان جوستار ، يفسر ذلك قدرة النجم البلاتيني على إيقاف الزمن أيضا و التحرك أثناء إيقاف ديو للزمن و قد تفوق جوتارو على ديو.

## معاركه
- ديو براندو ضد جوناثان جوستار (في الملاكمة)

النتيجة : فوز ديو بسهولة
- ديو ضد جوناثان

النتيجة : فوز جوناثان
- ديو ضد جوناثان

النتيجة : فوز جوناثان بصعوبة
- ديو ضد داير

النتيجة : فوز ديو بسهولة
- ديو ضد جوناثان

النتيجة : فوز جوناثان
- ديو ضد نورياكي كاكيوين

النتيجة : فوز ديو
- ديو ضد جوزيف جوستار

النتيجة : فوز ديو
- ديو ضد جان بيير بولنارف

النتيجة : فوز ديو
- ديو ضد كوجو جوتارو

النتيجة : فوز جوتارو بصعوبة شديدة + موت ديو

## هوامش
- يعتبر ديو الأب الروحي لأغلب أشرار الشونين حيث أن كاتب مانغا هنتر اكس هنتر توغاشي استوحى شخصية هيسوكا من ديو.
- اسم ديو يعني الإله في اللغة الإيطالية و هذا يبين جعل أراكي شخصية ديو تحب السيطرة على العالم و جنون العظمة ، رغم أن سبيدواغون وصف كارز(شرير الجزء الثاني) بالإله و ليس ديو.
- اسم ديو في الجزء الأول مكتوب بشكل طبيعي Dio أما في الجزء الثالث يكتب DIO.
- في عام 2000 وضع أراكي قائمة أفضل عشر شخصيات بالنسبة له و قد احتل ديو المركز العاشر و هذا يجعله ثالث شرير في القائمة.
- ديو يعتبر من أكثر الشخصيات كاريزما و هيبة في عالم الأنمي.
- الموقع الذي قتل فيه جوتارو ديو هو جسر قصر النيل الذي يربط القاهرة بالجزيرة.